# Yorongos (distrito)
Yorongos é um distrito do Peru, departamento de San Martín, localizada na província de Rioja.

## Transporte
O distrito de Yorongos não é servido pelo sistema de estradas terrestres do Peru.